# カルボーニア＝イグレージアス県

カルボーニア＝イグレージアス県
Provincia di Carbonia-Iglesias

カルボーニア＝イグレージアス県（カルボーニア＝イグレージアスけん、イタリア語: Provincia di Carbonia-Iglesias）は、イタリア共和国サルデーニャ自治州に属する県の一つ。県都はカルボーニアとイグレージアス。
カリャリ県の西南部が分割され2005年に発足した県である。
2016年9月現在、サルデーニャ州では県級行政区画統廃合のプロセスが進められており、地方自治上は過渡期にある。2016年、カルボーニア＝イグレージアス県は新設の南サルデーニャ県 に組み込まれた。

## 名称
標準イタリア語以外の言語では以下の名称が用いられる。
- サルデーニャ語: Provìntzia de Carbònia-Igrèsias

## 地理

### 位置・広がり
サルデーニャ島西南部に位置し、西はサルデーニャ海に面する。
県の西南海上にはサンタンティーオコ島 (it:Isola di Sant'Antioco) とサン・ピエトロ島 (it:Isola di San Pietro) をはじめとするスルチス諸島 (it:Arcipelago del Sulcis) がある。歴史的にはスルチス・イグレシエンテ地方 (it:Sulcis-Iglesiente) とも呼ばれた地域の一角にあたる。
隣接するコムーネは以下の通り。
- 東 - カリャリ県
- 北 - メディオ・カンピダーノ県

### 県内の地域と主要な都市

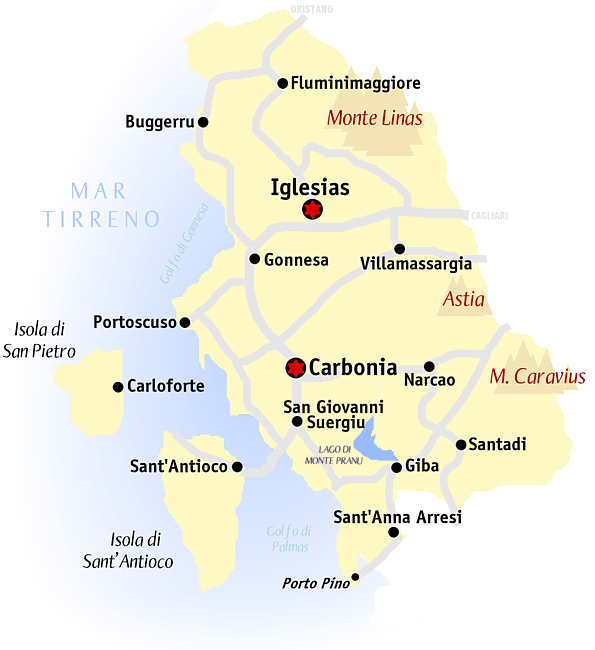
カルボーニア＝イグレージアス県概略図

- カルボーニア
- イグレージアス
- サンタンティーオコ

## 歴史
カルボーニア＝イグレージアス県は、2001年の自治州法によって、カリャリ県西南部の23コムーネが分離して新たに創設された。2005年5月の選挙で初代県知事が決まり、県としての活動を本格的に開始した。

## 行政区画
主要なコムーネ（人口5000人以上）は下表の通り。左端の数字はISTATコードを示す。人口は2011年1月1日現在。
| コード | 自治体名                       | 人口   |
| ------ | ------------------------------ | ------ |
| 107003 | カルボーニア                   | 29,764 |
| 107009 | イグレージアス                 | 27,493 |
| 107020 | サンタンティーオコ             | 11,630 |
| 107005 | ドムズノーヴァス               | 6,430  |
| 107004 | カルロフォルテ                 | 6,420  |
| 107017 | サン・ジョヴァンニ・スエルジュ | 6,040  |
| 107016 | ポルトスクーゾ                 | 5,268  |
| 107008 | ゴンネーザ                     | 5,161  |